# Équipe de Suède de football au Championnat d'Europe 2004
L'équipe de Suède de football participe à son 3e championnat d'Europe lors de l'édition 2004 qui se tient au Portugal du 12 juin au 4 juillet 2004. Les Suédois terminent premiers du groupe C puis ils sont éliminés en quart de finale par les Pays-Bas.

## Phase qualificative
La phase qualificative est composée de dix groupes. Les dix vainqueurs de poule sont directement qualifiés et les dix deuxièmes s'affrontent en barrages d'où ressortent cinq vainqueurs. Ces quinze équipes disputent l'Euro 2004 et ils accompagnent le Portugal, qualifié d'office en tant que pays organisateur. La Suède termine 1re du groupe 4.
| Rang | Équipe      | Pts | J | G | N | P | Bp | Bc | Diff |  | Résultats (▼ dom., ► ext.) |     |     |     |     |     |
| ---- | ----------- | --- | - | - | - | - | -- | -- | ---- |  | -------------------------- | --- | --- | --- | --- | --- |
| 1    | Suède       | 17  | 8 | 5 | 2 | 1 | 19 | 3  | +16  |  | Suède                      |     | 0-1 | 3-0 | 1-1 | 5-0 |
| 2    | Lettonie    | 16  | 8 | 5 | 1 | 2 | 10 | 6  | +4   |  | Lettonie                   | 0-0 |     | 0-2 | 3-1 | 3-0 |
| 3    | Pologne     | 13  | 8 | 4 | 1 | 3 | 11 | 7  | +4   |  | Pologne                    | 0-2 | 0-1 |     | 0-0 | 5-0 |
| 4    | Hongrie     | 11  | 8 | 3 | 2 | 3 | 15 | 9  | +6   |  | Hongrie                    | 1-2 | 3-1 | 1-2 |     | 3-0 |
| 5    | Saint-Marin | 0   | 8 | 0 | 0 | 8 | 0  | 30 | -30  |  | Saint-Marin                | 0-6 | 0-1 | 0-2 | 0-5 |     |

## Phase finale

### Phase de groupe
| Groupe C |          |     |   |   |   |   |    |    |      |
|          | Équipe   | Pts | J | G | N | P | Bp | Bc | Diff |
| 1        | Suède    | 5   | 3 | 1 | 2 | 0 | 8  | 3  | +5   |
| 2        | Danemark | 5   | 3 | 1 | 2 | 0 | 4  | 2  | +2   |
| 3        | Italie   | 5   | 3 | 1 | 2 | 0 | 3  | 2  | +1   |
| 4        | Bulgarie | 0   | 3 | 0 | 0 | 3 | 1  | 9  | -8   |

| 14 juin | Danemark | 0 | 0 | Italie   |
| 14 juin | Suède    | 5 | 0 | Bulgarie |
| 18 juin | Bulgarie | 0 | 2 | Danemark |
| 18 juin | Italie   | 1 | 1 | Suède    |
| 22 juin | Italie   | 2 | 1 | Bulgarie |
| 22 juin | Danemark | 2 | 2 | Suède    |

| 14 juin 2004                      | Suède                                                                    | 5 – 0 | Bulgarie | Estádio José Alvalade, Lisbonne             |                                             |
| 19:45 · Historique des rencontres | Ljungberg 32e · Larsson 57e 58e · Ibrahimović 78e (pen.) · Allbäck 90+1e |       |          | Spectateurs : 31 652 Arbitrage : Mike Riley | Spectateurs : 31 652 Arbitrage : Mike Riley |

| 18 juin 2004                      | Italie      | 1 – 1 | Suède           | Estádio do Dragão, Porto                   |                                            |
| 19:45 · Historique des rencontres | Cassano 37e |       | Ibrahimović 85e | Spectateurs : 44 926 Arbitrage : Urs Meier | Spectateurs : 44 926 Arbitrage : Urs Meier |

| 22 juin 2004                      | Danemark         | 2 – 2 | Suède                           | Estádio do Bessa XXI, Porto                  |                                              |
| 19:45 · Historique des rencontres | Tomasson 28e 66e |       | Larsson 47e (pen.) · Jonson 89e | Spectateurs : 26 115 Arbitrage : Markus Merk | Spectateurs : 26 115 Arbitrage : Markus Merk |

### Quart de finale
| 26 juin 2004                      | Suède                                                                    | 0 – 0             | Pays-Bas                                                        | Estádio Algarve, Faro-Loulé                   |                                               |
| 19:45 · Historique des rencontres |                                                                          |                   |                                                                 | Spectateurs : 30 000 Arbitrage : Ľuboš Micheľ | Spectateurs : 30 000 Arbitrage : Ľuboš Micheľ |
| 19:45 · Historique des rencontres | (Rapport)                                                                |                   |                                                                 | Spectateurs : 30 000 Arbitrage : Ľuboš Micheľ | Spectateurs : 30 000 Arbitrage : Ľuboš Micheľ |
| 19:45 · Historique des rencontres | · Källström · Larsson · Ibrahimović · Ljungberg · Wilhelmsson · Mellberg | Tirs au but 4 – 5 | · van Nistelrooy · Heitinga · Reiziger · Cocu · Makaay · Robben | Spectateurs : 30 000 Arbitrage : Ľuboš Micheľ | Spectateurs : 30 000 Arbitrage : Ľuboš Micheľ |

## Effectif
Sélectionneur : Tommy Söderberg et Lars Lagerbäck
| No. | Pos.      | Joueur                | Date de naissance et âge | Sélec. | Club             |
| --- | --------- | --------------------- | ------------------------ | ------ | ---------------- |
| 1   | Gardien   | Andreas Isaksson      | 3 octobre 1981           |        | Djurgårdens IF   |
| 2   | Défenseur | Teddy Lučić           | 15 avril 1973            |        | Bayer Leverkusen |
| 3   | Défenseur | Olof Mellberg         | 3 septembre 1977         |        | Aston Villa      |
| 4   | Défenseur | Johan Mjällby         | 9 février 1971           |        | Celtic Glasgow   |
| 5   | Défenseur | Erik Edman            | 11 novembre 1978         |        | Sc Heerenveen    |
| 6   | Milieu    | Tobias Linderoth      | 21 avril 1979            |        | Everton          |
| 7   | Milieu    | Mikael Nilsson        | 24 juin 1978             |        | Halmstads BK     |
| 8   | Milieu    | Anders Svensson       | 17 juillet 1976          |        | Southampton      |
| 9   | Milieu    | Fredrik Ljungberg     | 16 avril 1977            |        | Arsenal          |
| 10  | Attaquant | Zlatan Ibrahimović    | 3 octobre 1981           |        | Ajax Amsterdam   |
| 11  | Attaquant | Henrik Larsson        | 20 septembre 1971        |        | Celtic Glasgow   |
| 12  | Gardien   | Magnus Hedman         | 19 mars 1973             |        | AC Ancône        |
| 13  | Défenseur | Petter Hansson        | 14 décembre 1976         |        | Sc Heerenveen    |
| 14  | Défenseur | Alexander Östlund     | 11 février 1978          |        | Hammarby IF      |
| 15  | Défenseur | Andreas Jakobsson     | 6 octobre 1972           |        | Brøndby IF       |
| 16  | Milieu    | Kim Källström         | 24 août 1982             |        | Stade rennais    |
| 17  | Milieu    | Anders Andersson      | 15 mars 1974             |        | Belenenses       |
| 18  | Attaquant | Mattias Jonson        | 16 janvier 1974          |        | Brøndby IF       |
| 19  | Milieu    | Pontus Farnerud       | 4 juin 1980              |        | RC Strasbourg    |
| 20  | Attaquant | Marcus Allbäck        | 5 juillet 1973           |        | Aston Villa      |
| 21  | Milieu    | Christian Wilhelmsson | 8 décembre 1979          |        | RSC Anderlecht   |
| 22  | Défenseur | Erik Wahlstedt        | 16 avril 1976            |        | Helsingborgs IF  |
| 23  | Gardien   | Magnus Kihlstedt      | 29 février 1972          |        | FC Copenhague    |

## Navigation